# Doctrina de Addai

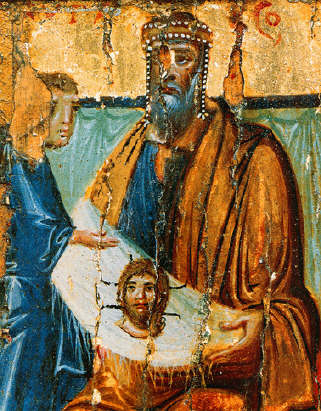
El rey de Osroena Abgar V con el mandylion (icono del).

La Doctrina de Addai o Doctrina de Tadeo (Mallpānutā d-Adday šliḥā) es un texto cristiano siríaco apócrifo del Nuevo Testamento, escrito a finales del siglo IV o principios del siglo V, que narra la leyenda de la imagen de Edesa (mandylion), así como las obras legendarias de Addai y su discípulo Mari en Mesopotamia.

## Contenido
El manuscrito conservado en San Petersburgo (Syr. 4, probablemente del siglo VI) utilizado por el editor del texto, George Phillips, presenta al principio el siguiente resumen de la historia:
- Cuando el rey Abgar, hijo de Ma'nu, envió una carta a nuestro Señor a Jerusalén.
- Cuando Addai, el apóstol, vino a Edesa, y lo que dijo en el evangelio de su predicación.
- Las instrucciones que da cuando deje este mundo a aquellos que habían recibido el sacerdocio por él.

El texto, en resumen, describe el envío de una carta del rey Abgar V, que gobernó la ciudad de Edesa en la Antigua Siria a Jesucristo  a comienzos del siglo I. El rey, enfermo, le alaba por sus milagros y doctrina y ante la persecución le invita a Edesa para acogerlo y que lo cure. 

"Me han llegado noticias de ti y de tus curaciones...Es por lo que te escribo y te ruego que vengas a visitarme y cures mi aflicción. Además, he oído que los judíos murmuran contra ti y quieren hacerte daño. Ahora tengo una ciudad, pequeña pero noble, y suficientemente grande para los dos."

Jesús le responde que primero ha de cumplir todo aquello por lo que fue enviado, y cuando lo haya cumplido le promete enviarle a uno de sus discípulos.
El discípulo que el Apóstol Tomás envía a Edesa, después de la muerte de Jesús, es Addai, nombre siríaco que se corresponde con Tadeo, Tadeo de Edesa (no debe confundirse con Judas Tadeo), que según la tradición, fue uno de los 72 discípulos de Jesús. Addai trae con él el mandilión con el que cura a Agbar, que se convierte al Cristianismo, y a partir de él, la ciudad de Edesa.
Esta historia fue contada por primera vez en el siglo IV por el historiador de la iglesia Eusebio de Cesarea en su Historia eclesiástica (i.13 y iii.1) y fue reelaborada por Efrén de Siria. La peregrina Egeria que visitó Edesa  en el 384 cuenta que un obispo le habló de la carta que envió Jesús al rey. La Doctrina de Addai reproduce los textos de Eusebio con algunas variaciones y ampliaciones.
El autor, anónimo, afirma haber estudiado los archivos de la ciudad para establecer claramente el origen de la Iglesia Cristiana de Edesa, fundada según la tradición por Addai, y más precisamente, la doctrina predicada desde el principio en la ciudad por su fundador.

## Propósito
Helmut Koester considera el desarrollo de la tradición de la actividad de Tadeo en Edesa como parte de un esfuerzo por construir la autoridad de la facción ortodoxa o palutiana en Siria para combatir las herejías, sobre todo contra los maniqueos y gnósticos, que tenían una presencia más antigua y fuerte en el área y rastreó su linaje hasta Tomás el Apóstol. Además, considera que la facción palutiana llegó a Edessa alrededor del año 200 y solo llegó a ser significativa en el siglo IV.